# Troje I-III

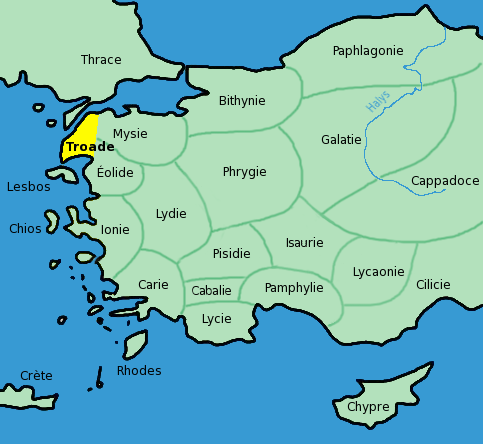
De omgevende streken en volken

Plattegrond van Troje met de belangrijkste gevonden bebouwing
Troje I
Troje II

Met Troje I-III worden de drie diepste archeologische lagen aangeduid, die zich onder de stad Troje bevinden.
Kort na 3000 v.Chr. werden gelijklopend met de opkomst van de zeemacht der Minoïsche beschaving de plaatsen Yassıtepe en Hisarlık (Troje), voornamelijk vanuit Kumtepe, gekoloniseerd.

## Troje I

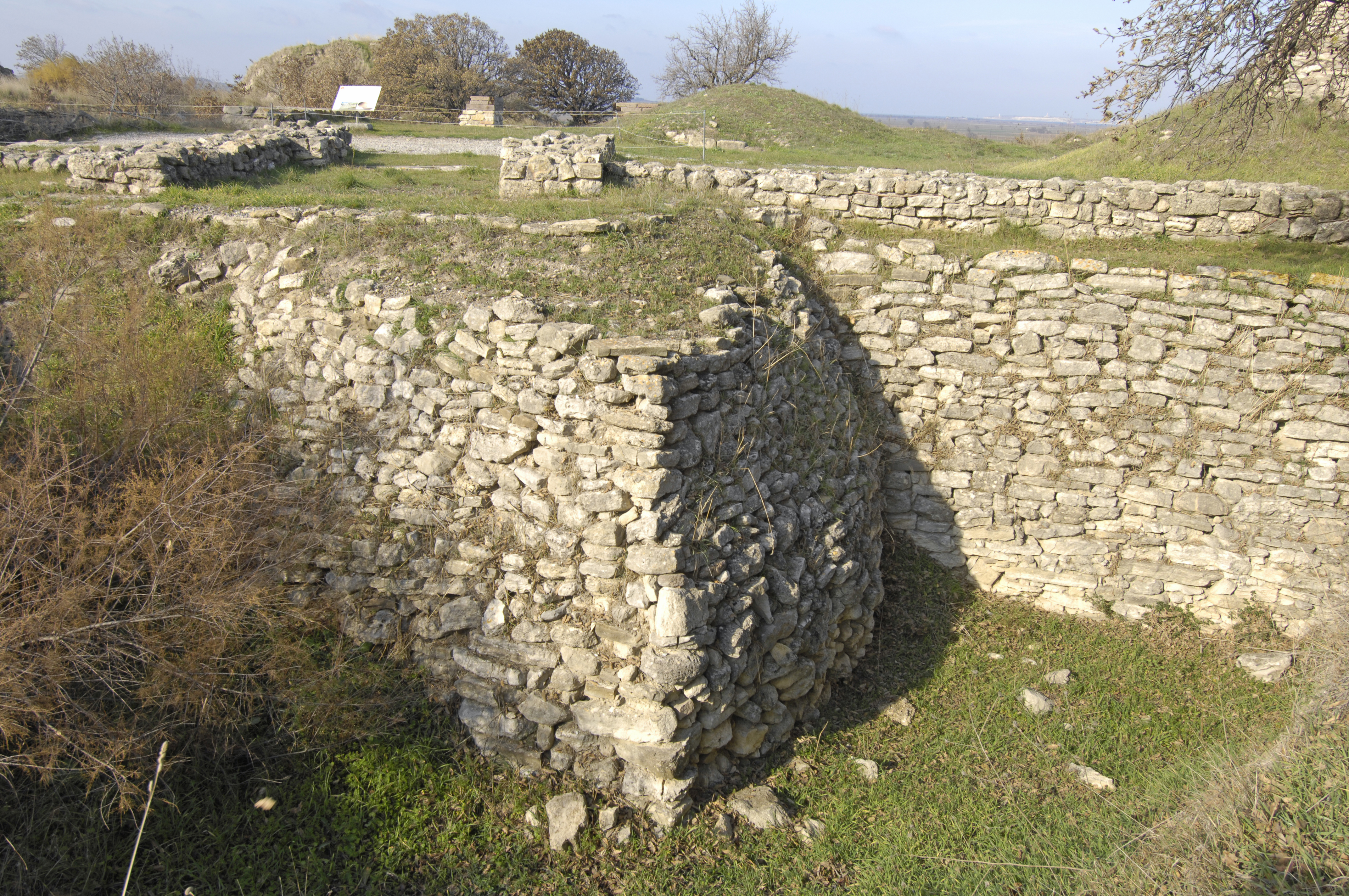
Muur van Troje I

De eerste nederzetting van Troje werd rond 2920 voor onze jaartelling gesticht en staat bekend als Troje I. Het keramiek van Troje I lijkt sterk op dat van Kumtepe IB. Troje I ligt ongeveer in de tijd van de lagen IC en II van Kumtepe. Troje was een stad, het had van begin af stadsmuren (als eerste plaats in de regio), en het zou spoedig de overige plaatsen in de regio in grootte en macht overtreffen.
De huizen waren verschillend in grootte, soms vrijstaand, soms aan elkaar gebouwd. De grootste gebouwen waren zogenaamde megarons, langgerekte gebouwen, met de deur aan een van de korte zijden, en daarvoor een voorportaal. Deze bouwstijl geldt als de voorloper van de Griekse tempels op basis van een peripteros, maar in Troje I werd hij gebruikt voor woonhuizen. Een van de opgegraven huizen had een lengte van 18 meter. Van twee nog grotere megarons is te weinig overgebleven om de functie te kunnen vaststellen.
Uit Troje I zijn vele verschillende vormen van keramiek gevonden. De werktuigen waren meest van steen, been en hout, maar ook van koper en brons. Kleding werd gemaakt van leer, bont en geweven stoffen. Latere Hittitische tabletten melden dat Troje beroemd was voor textielproductie. Ook Murexschelpen die op een andere plaats die van het Minoïsch zeevaartnetwerk deel uitmaakte werden opgegraven (Kommos) kwamen in de omgeving van Troje voor (Ilias 3.151-4 [LCL 3.125-8]). Zij dienden voor de purperproductie.
Troje I bestaat uit zeer vele woonlagen; dit komt doordat de huizen steeds opnieuw werden gebouwd op de oude fundamenten, maar een stukje hoger. De huizen en de ondergrond bestonden beide uit leem; als een huis was ingestort liet men het daarom meestal simpelweg liggen, en werd de vloer wat opgehoogd. Ook het afval werd in een gat in de vloer gegooid, en na verloop van tijd met leem overdekt.

## Troje II

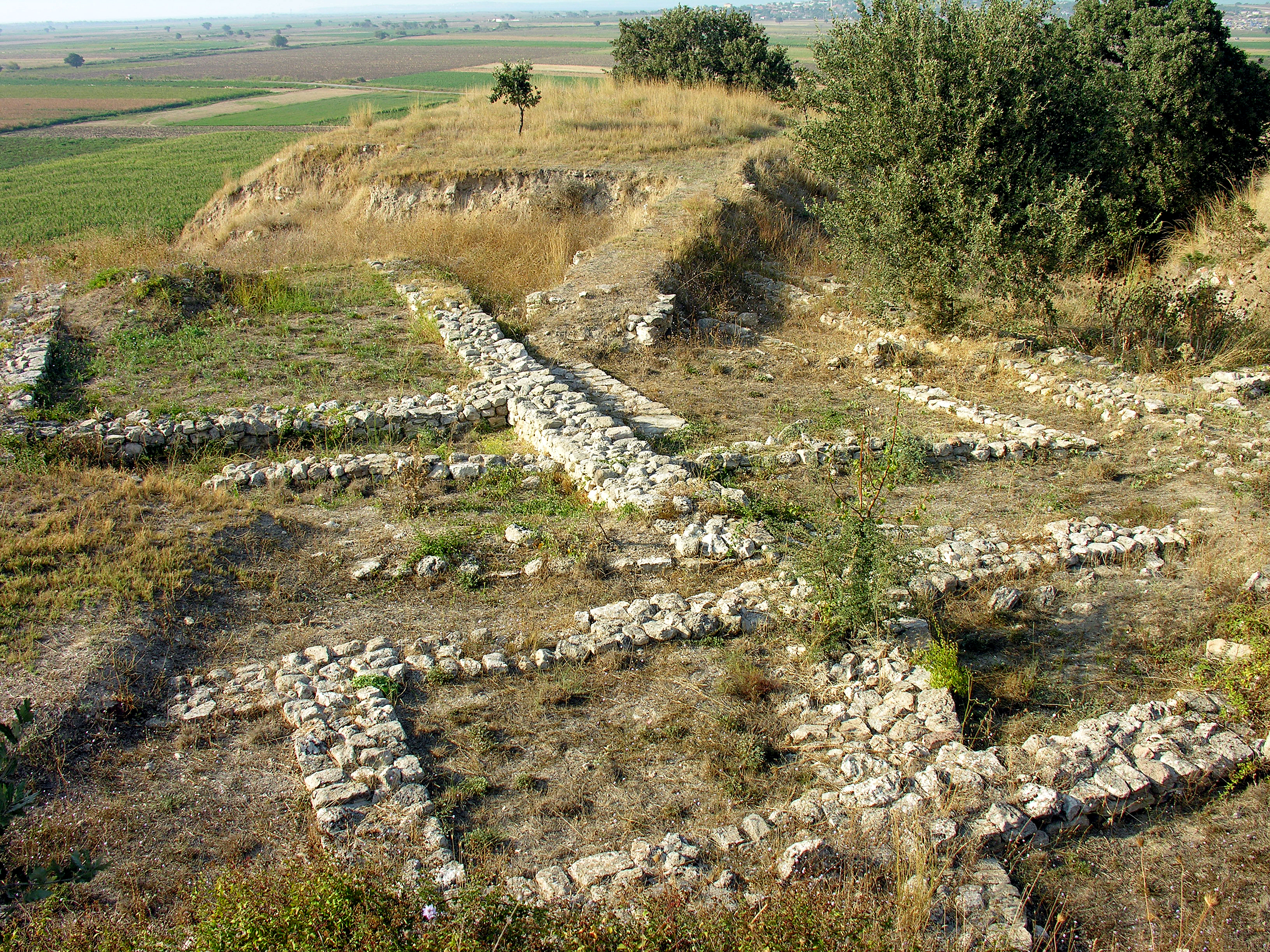
Resten van Troje II

Troje maakte deel uit van de Egeïsche beschaving (2500-1000 v.Chr.). Rond 2600 v.Chr. werd de stad uitgebreid. De stadsmuren werden ruimer, en er kwam behuizing buiten de muren. Een groot deel van het centrum werd ingenomen door een groot paleis- of tempelcomplex op een verhoging, dat bekendstaat als Troje II. In deze periode was Troje een centrum van brons- en vooral goudsmeedkunst. Er was volop handel met Minoïsch Kreta en andere culturen, zo is gebleken uit aardewerkvondsten. Ergens in de 25e eeuw werd de stad door brand verwoest. De gebouwen werden snel weer opgebouwd, maar binnen korte tijd (wellicht slechts 2 jaar) ontstond een nieuwe brand, die Troje II beëindigde.

## Troje III
Troje werd wel weer opnieuw opgebouwd, maar in plaats van het grote centrale complex ontstonden er nu diverse woonhuizen. Troje bleef in deze periode (Troje III) wel een regionaal machtscentrum. Rond 2300 voor Christus, mogelijk als gevolg van een aardbeving, werd Troje grotendeels verlaten.